# Chionaema palawanensis
Chionaema palawanensis är en fjärilsart som beskrevs av Kishida 1991. Chionaema palawanensis ingår i släktet Chionaema och familjen björnspinnare. Inga underarter finns listade i Catalogue of Life.